# Estret de Shelikof
L'estret de Shelikof (en rus: Пролив Шелихова) és un estret que es troba a la costa sud-oest de l'estat d'Alaska, Estats Units, entre el continent, a l'oest, i les illes Kodiak i Afognak, a l'est.
L'estret de Shelikof separa la franja costanera continental del Kodiak Island Borough de la seva part de l'illa Kodiak i té uns 240 quilòmetres de llargada per 40 a 48 quilòmetres d'amplada. La badia de Cook es troba a l'extrem nord. L'estret és conegut per les seves grans marees, de fins a 12 metres.
L'estret rep el nom de Grigori Xélikhov (1747–1795), també escrit "Shelikof", un comerciant de pells rus que va fundar el primer assentament rus a l'actual Alaska, a la badia Three Saints de l'illa Kodiak el 1784.
Els hidroavions de la Marina dels Estats Units de la sèrie USS Shelikof, en funcionament de 1944 a 1947 i de 1952 a 1954, van rebre el nom de l'estret de Shelikof.